# 蘧富猎
蘧富猎（？—？），蘧富氏，名猎，春秋时期宋国人。 
前500年，公子地把家产分成十一份，给了宠信的蘧富猎五份。公子地有四匹白马，宋景公宠信的向魋想要这四匹马。宋景公把马牵来，在马尾、马鬣上涂上红颜色给向魋。公子地生气，派手下人打了向魋一顿并且夺回马匹。向魋害怕，准备逃走，宋景公关上门对向魋哭泣，眼睛都哭肿了。母弟辰对公子地说：“您把家产分给蘧富猎，而惟独看不起向魋，这也是不公平的。您平日对国君有礼，至多不过出国，国君必挽留您。”公子地出奔陈国，宋景公没有挽留他。母弟辰为公子地请求，宋景公不听。母弟辰和仲佗、石彄逃亡到陈国。